# جوزف مک‌گراث
جوزف مک‌گراث (انگلیسی: Joseph McGrath؛ زادهٔ ۲۸ مارس ۱۹۳۰) کارگردان تلویزیونی، فیلم‌نامه‌نویس، کارگردان فیلم، تهیه‌کننده فیلم، تهیه‌کننده تلویزیونی و بازیگر اهل بریتانیا است.
از فیلم‌هایی که وی در آن‌ها نقش داشته‌است، می‌توان به نمایش احمق‌ها، مسیحی جادویی و کازینو رویال اشاره نمود.